# (28407) Meghanarao
(28407) Meghanarao est un astéroïde de la ceinture principale.

## Description
(28407) Meghanarao est un astéroïde de la ceinture principale. Il fut découvert le 6 octobre 1999 à Socorro (Nouveau-Mexique) par le projet LINEAR. Il présente une orbite caractérisée par un demi-grand axe de 2,59 UA, une excentricité de 0,12 et une inclinaison de 6,7° par rapport à l'écliptique.

## Compléments